# Monako na Letnich Igrzyskach Olimpijskich 2004
Monako na Letnich Igrzyskach Olimpijskich 2004 reprezentowało 3 sportowców.

## Skład kadry

### Lekkoatletyka
Mężczyźni:
- Sébastien Gattuso - bieg na 100 m - Runda 1: 10.58 s

### Pływanie
- Jean Laurent Ravera
  - 100 m st. dowolnym - kwalifikacje: 56.47 s (62 miejsce)

### Strzelectwo
- Fabienne Pasetti - 382 pkt (43 miejsce)